# Franke Echo Quintett
Das Franke Echo Quintett, zeitweise auch Franke Echo Sextett, wurde Ende 1959 in Ost-Berlin gegründet. Es gehörte zu den Wegbereitern der Beatbewegung in der DDR. Bandgründer Dieter Franke galt als „Meister“ der Bewegung und war Vorbild für viele seiner jungen Musikerkollegen. Die Band tritt heute unter dem Namen Franke-Echo-Berlin auf.

## Bandgeschichte
Zur Besetzung gehörten ab 1960 Dieter Franke (Melodiegitarre), Henry Kotowski (Schlagzeug, Gesang), Bernd Frömel (Rhythmusgitarre), Peter König (Bassgitarre) und Hans Sigismund (Saxophon). Charakteristisch für den damaligen Stil der Band waren Instrumentalstücke im Twang Sound, begründet von dem US-amerikanischen Gitarristen Duane Eddy. Das Franke Echo Quintett erlangte mit diesem musikalischen Konzept landesweite Bekanntheit. Voraussetzung für die Anerkennung bei dem vorwiegend jungen Publikum war die erreichte Perfektion beim Nacheifern ihrer Idole. Wie alle DDR-Bands hatte das Franke Echo Quintett mit einer ungenügenden Ausrüstung zu kämpfen. Mit dem im DDR-Handel erhältlichen Musikinstrumenten war der spezielle Sound nicht erreichbar und den Verstärkeranlagen mangelte es an Lautstärke, Klangvolumen und -variabilität. Instrumente und Geräte aus dem Westen wurden nach dem Bau der Berliner Mauer zu hohen Preisen gehandelt und waren für die jungen Musiker unerschwinglich. Erfindergeist und Improvisationstalent waren gefragt. Für den gelernten Elektromechaniker Dieter Franke war dies kein Problem. Er fertigte unter anderem aus alten Mandolinen eine dreihälsige E-Gitarre. Die notwendigen Spulen wurden aus dünnem Draht mit Hilfe einer Nähmaschine gewickelt. Neben dem Showeffekt ermöglichte die Gitarre einen schnellen klanglichen Wechsel durch nur einen Gitarristen. Daneben wurde ein Echo-Gerät verwendet, das in den Namen der Band einging.
Mit dem Ende der Shadows-Ära Mitte der 1960er wurde die Band, als eine der wenigen von Tausenden Beatgruppen, Berufsformation. Das bedeutete Medienpräsenz und Auftritte in Bars und Tanzlokalen mit gehobenen Ansprüchen. Dennoch verlor die Band nie ihre Bodenhaftung und veranstaltete auch weiterhin Beatabende für ihre jugendlichen Fans in ihrem damaligen Domizil, dem „Twistkeller“. Der „Twistkeller“, in dem auch die Sputniks ihre Heimstatt gefunden hatten, war 1962 als Jugendklub im Kreiskulturhaus in der Treptower Puschkinallee eröffnet worden. Dieser war der bekannteste Beattreff Ost-Berlins und entwickelte sich sehr bald zu einer Musikantenschmiede; vor allem für Jazzfreunde. 1964 erhielt das Franke Echo Quintett als eine der ersten Beatbands die Möglichkeit, im DDR-Fernsehen aufzutreten. Auf dem Höhepunkt der Beatlemania in der DDR, im Oktober 1964, produzierte das DDR-Label Amiga den Sampler Big Beat I, die erste Beat-LP der DDR. Auf der im Februar 1965 veröffentlichten Platte sind sieben Instrumentalaufnahmen des Franke Echo Quintetts zu hören. Auf der im gleichen Jahr veröffentlichten LP Big Beat II präsentierte die Band vier Eigenkompositionen.
Das Franke Echo Quintett trat auch als Begleitband von Manfred Krug auf. Mitte des Jahres 1965 besetzte Franke die Band neu. Fortan wurde er von Werner Friedt, Kurt Gerlach, Manfred Brückner und Jochen Gleichmann, der später zu den Music-Stromers und zur Modern Soul Band wechselte, begleitet. Im September erhielt das Quintett die Möglichkeit, die Münchner Sängerin Gisela Marell, die im Steintor-Varieté in Halle (Saale) ein mehrwöchiges Gastspiel gab, zu begleiten und auch eigene Sets zu bestreiten. Im gleichen Jahr produzierte die Band mehrere Eigenkompositionen für den DEFA-Film Der Frühling braucht Zeit von Günter Stahnke, welcher bereits kurze Zeit später verboten wurde. Ende des Jahres führte die Band eine Auslandstournee nach Polen. War sie noch 1965 erfolgreich, bekam auch die Band ein Jahr später die veränderte Haltung der DDR-Behörden gegenüber der Beatbewegung zu spüren, überdauerte jedoch die „Eiszeit“ und ist bis heute unter dem Namen Franke-Echo-Berlin aktiv geblieben. Zur aktuellen Besetzung gehören Dieter Franke (Gitarre), Karin Franke (Bassgitarre), Jürgen Paasch (Gesang, Keyboard), Udo Zschocke (Gitarre) und Jürgen Günther (Schlagzeug).

## Diskografie

### Alben
- 1982: Die Sputniks/Franke Echo Quintett: Die frühen Jahre (B-Seite, Amiga)

### Singles
- 1964: Brasiliana (nur B-Seite, Amiga)
- 1964: Peter Gunn[5] / Ungarisches Hirtenlied (Amiga)
- 1965: Es steht ein Haus in New Orleans (nur A-Seite, veröffentlicht unter Manfred Krug und Franke Echo-Quintett, Amiga)

### Kompilationen
- 1965: Big Beat I (Amiga), acht von 14 Stücken
- 1965: Big Beat II (Amiga), vier von 16 Stücken
- 2006: Der Rote Kakadu (Soundtrack zum gleichnamigen Film), Peter Gunn und Hawa Nagila